# Sitke
Sitke là một thị trấn thuộc hạt Vas, Hungary. Thị trấn này có diện tích 27,2 km², dân số năm 2010 là 634 người, mật độ 23 người/km².